# نورمتال، کبک
نورمتال (به فرانسوی: Normétal) شهری در منطقه شهری آبیتیبی-وست ناحیه آبیتیبی-تمیسکامنگ در استان کبک کانادا است. در سرشماری سال ۲۰۱۱ این شهر ۹۶۱ نفر جمعیت داشته‌است و مساحت آن ۵۵٫۸۹ کیلومتر مربع است.